# Дотнувеле
Дотнуве́ле (устар. Датновка; лит. Dotnuvėlė) — река в центральной Литве, правый приток Нявежиса. Начинается в Радвилишкском районе, недалеко от местечка Байсогала. Течёт в основном на юго-восток, в верховье — на юг. Впадает в реку Нявежис в городе Кедайняй (Кедайнский район).
Длина — 61 км, площадь бассейна 193 км². Средний уклон — 1,27 м/км. Скорость течения — 0,2—0,4 м/с. Средний расход воды в устье — 0,89 м³/с. Есть 2 водохранилища.
Притоки: Римшупис, Виргупис, Сраутас, Лиепупис, Качупис (правые), Стабе, Трасине (левые).